# Peter Guggisberg
Peter Guggisberg (* 20. ledna 1985 v Zimmerwaldu) je bývalý švýcarský hokejový útočník.

## Hráčská kariéra
V juniorské elitní soutěži se podíval v roce 2000 za SCL Tigers‎‎. V sezóně ‎‎2001/02‎‎ dostal příležitost na ledě seniorského týmu Tigers v ‎‎Nationalliga A‎‎ během play-out, tým se dokázal vyhnout sestupu nižší soutěže Nationalligy B proti ‎‎EHC Chur‎‎. V ‎‎sezóně 2002/03‎‎ odehrál 15 zápasů za juniorský tým Tigers, většinu sezóny byl v seniroském A týmu. 11. října 2002 vstřelil svůj první gól v NLA v zápase proti ‎‎HC Fribourg-Gottéron‎‎. ‎
‎Před ‎‎sezónou 2003/04‎‎ přestoupil v rámci možností do HC Davos, v SCL Tigers měl stále platnou juniorskou smlouvu. Proto Davoský klub musel zaplatit 300 000 švýcarských franků. Ve své první sezóně za Davos zaznamenal jedenáct branek a osm asistencí ve 39 zápasech. V létě 2004 byl draftován v šestém kole, celkově na 166. místě, ‎‎týmem Washington Capitals‎‎. V následujících letech se Guggisberg vyvinul na ofenzivního silného útočníka, kterého charakterizuje především rychlost a nutkání skórovat. V dubnu 2006 byl odsouzen k pěti dnům vězení a pokutě 3 500 franků za porušení zákona o omamných látkách. ‎‎‎ Když byl v prosinci 2006 zatčen s 1,8 na promil alkoholu v krvi, Davoský klub ho suspendoval až do konce roku 2006, aby se nemohl zúčastnit ‎‎Spenglerova poháru‎‎. V květnu 2007 mu soud uložil pokutu ve výši 90 dnů vyřejně prospěšných prací a pokutu ve výši 340 franků (celkem 30 600 franků), částku zaplatil na charitativní práci v ‎‎nemocnici v Davosu‎‎. ‎‎‎Navzdory těmto událostem byla jeho smlouva s prodloužena o dva roky. ‎
‎S Davosem vyhrál ‎‎Spenglerův pohár‎‎ v roce 2004 a ve ‎‎švýcarské soutěži slavil titul v letech‎‎ 2005, 2007, 2009 a 2011. V lednu 2014 se rozhodl změnit klub a podepsal tříletou smlouvu s ‎‎Kloten Flyers‎‎. V létě 2016 opustil Kloten a odešel do ‎‎HC Ambrì-Piotta‎‎. ‎‎‎ Tam nemohl navázat na své předchozí výkony, v roce 2017 musel na operaci s kolenem a jeho výkony poklesli že byl často pro tým nadbytečný. V létě 2018 mu vypršela smlouva.

## Zajímavosti
V červnu roku 2006 odmítl se podrobit krevní zkoušce, kde na místě dostal pokutu ve výši 1000 franků a v roce 2005 dostal čtrnáctidenní podmíněný trest s odkladem na dva roky za řízení pod vlivem omamných látek a porušení pravidel silničního provozu. Nakonec ho soud odsoudil k 5 dnům vězení s odkladem na pět let a pokutu ve výši 11 000 franků.
V prosinci roku 2006 opět porušil pravidla silničního provozu kdy byl ve stavu opilí nadýchal 1,8 promile alkoholu v krvi.

## Důležitá data
- 11. října 2002 vstřelil první gól v NLA proti týmu Fribourg-Gottéron.

## Ocenění a úspěchy
- 2003 NLA - Nejlepší nováček
- 2010 NLA - Media Swiss All-Star Tým
- 2011 NLA - Vítězný gól

## Klubové statistiky
| Sezóna       | Klub            | Soutěž       |     | Základní část | Základní část | Základní část | Základní část | Základní část |    | Play off | Play off | Play off | Play off | Play off |
| Sezóna       | Klub            | Soutěž       | Z   | G             | A             | B             | TM            | Z             | G  | A        | B        | TM       |          |          |
| 2000/2001    | SCL Tigers      | Elite Jr. A  | 12  | 3             | 3             | 6             | 0             | —             | —  | —        | —        | —        |          |          |
| 2001/2002    | SCL Tigers      | Elite Jr. A  | 15  | 12            | 4             | 16            | 2             | —             | —  | —        | —        | —        |          |          |
| 2001/2002    | SCL Tigers      | NLA          | —   | —             | —             | —             | —             | —             | —  | —        | —        | —        |          |          |
| 2002/2003    | SCL Tigers      | Elite Jr. A  | 10  | 7             | 10            | 17            | 0             | —             | —  | —        | —        | —        |          |          |
| 2002/2003    | SCL Tigers      | NLA          | 34  | 6             | 6             | 12            | 0             | —             | —  | —        | —        | —        |          |          |
| 2003/2004    | HC Davos        | NLA          | 39  | 11            | 8             | 19            | 0             | —             | —  | —        | —        | —        |          |          |
| 2004/2005    | HC Davos        | NLA          | 36  | 12            | 7             | 19            | 4             | 15            | 3  | 5        | 8        | 4        |          |          |
| 2005/2006    | HC Davos        | NLA          | 43  | 7             | 9             | 16            | 10            | 15            | 3  | 2        | 5        | 2        |          |          |
| 2006/2007    | HC Davos        | NLA          | 43  | 6             | 6             | 12            | 6             | 19            | 6  | 5        | 11       | 4        |          |          |
| 2007/2008    | HC Davos        | NLA          | 48  | 11            | 9             | 20            | 4             | 13            | 5  | 4        | 9        | 2        |          |          |
| 2008/2009    | HC Davos        | NLA          | 48  | 20            | 19            | 39            | 47            | 21            | 5  | 8        | 13       | 6        |          |          |
| 2009/2010    | HC Davos        | NLA          | 44  | 20            | 22            | 42            | 6             | —             | —  | —        | —        | —        |          |          |
| 2010/2011    | HC Davos        | NLA          | 17  | 7             | 8             | 15            | 4             | 14            | 4  | 3        | 7        | 2        |          |          |
| 2011/2012    | HC Davos        | NLA          | 10  | 0             | 2             | 2             | 0             | 0             | 0  | 0        | 0        | 0        |          |          |
| 2012/2013    | HC Davos        | NLA          | 0   | 0             | 0             | 0             | 0             | 0             | 0  | 0        | 0        | 0        |          |          |
| 2013/2014    | HC Davos        | NLA          | 35  | 11            | 17            | 28            | 4             | 2             | 0  | 0        | 0        | 0        |          |          |
| 2014/2015    | Kloten Flyers   | NLA          | 42  | 13            | 12            | 25            | 18            | 6             | 1  | 2        | 3        | 0        |          |          |
| 2015/2016    | Kloten Flyers   | NLA          | 38  | 9             | 12            | 21            | 6             | 4             | 0  | 0        | 0        | 0        |          |          |
| 2016/2017    | HC Ambrì-Piotta | NLA          | 41  | 7             | 12            | 19            | 14            | 8             | 0  | 4        | 4        | 0        |          |          |
| 2017/2018    | HC Ambrì-Piotta | NLA          | 18  | 2             | 3             | 5             | 0             | 1             | 1  | 0        | 1        | 0        |          |          |
| Celkem v NLA | Celkem v NLA    | Celkem v NLA | 536 | 142           | 152           | 294           | 123           | 109           | 26 | 27       | 51       | 22       |          |          |

## Reprezentace
| Rok         | Tým         | Soutěž      | Z | G | A | B  | TM |
| ----------- | ----------- | ----------- | - | - | - | -- | -- |
| 2003        | Švýcarsko   | MS-18       | 6 | 6 | 4 | 10 | 4  |
| 2004        | Švýcarsko   | MSJ         | 6 | 3 | 3 | 6  | 0  |
| 2008        | Švýcarsko   | MS          | 2 | 0 | 0 | 0  | 0  |
| Celkem v MS | Celkem v MS | Celkem v MS | 2 | 0 | 0 | 0  | 0  |